# Bruno Pellegrino
Bruno Pellegrino est un écrivain suisse né le 19 août 1988 à Morges.

## Biographie
Bruno Pellegrino naît le 19 août 1988 à Morges,. Il grandit à Poliez-Pittet puis est élève au Gymnase du Bugnon à Lausanne et passe une année au Gymnasium am Münsterplatz à Bâle,[source insuffisante]. Passionné de littérature, il remporte à 18 ans le prix Hilda Latourette qui récompense la meilleure dissertation du canton de Vaud pour sa dissertation sur Un amour de Swann de Marcel Proust. Il étudie ensuite les lettres et la science politique à Lausanne et passe sa troisième année à Evansville puis un semestre à Berlin et un autre à Venise. Il écrit pour la revue littéraire romande Le Passe-Muraille puis pour le quotidien 24 heures.
Il reçoit en 2011 le prix du jeune écrivain pour sa nouvelle L'idiot du village. Son premier livre, Comme Atlas, paraît en 2015. Il publie de nombreux textes dans des revues et ouvrages collectifs, notamment avec le collectif AJAR, qu'il co-fonde en 2012 et avec lequel il publie Vivre près des tilleuls (2016),,. Il co-écrit également, avec Aude Seigne et Daniel Vuataz, les deux saisons de la série littéraire Stand-by (2018-2019) et le "roman de gare" Terre-des-Fins (2022).
En 2018, son roman plusieurs fois récompensé Là-bas, août est un mois d’automne s’inspire librement de la vie du poète et photographe suisse romand Gustave Roud,.
Dans la ville provisoire paraît en janvier 2021,,, et reçoit les prix Michel-Dentan, Paysages écrits et Bibliomedia.
Après une résidence d'un an à l'Institut suisse de Rome, il publie en 2023 Tortues, et en 2024 Les bouches, un portrait de l'artiste Lou Masduraud, résidente de l'Institut durant la même période.

## Œuvres

### Aux Éditions Zoé
- 2015 : Comme Atlas (Zoé Poche, 2018)
- 2018 : Là-bas, août est un mois d’automne (sur Madeleine et Gustave Roud), 224 p., Zoé  (ISBN 978-2-88927-507-6), (Zoé Poche, 2021)
- 2021 : Dans la ville provisoire
- 2023 : Tortues

### En collectif ou chez d'autres éditeurs
- 2011 : "L'idiot du village", nouvelle, dans L'Idiot du village et autres nouvelles, Paris, Éditions Buchet-Chastel
- 2016 : Vivre près des tilleuls, avec le collectif AJAR, Paris, Flammarion (J'ai lu, 2018)
- 2017 : Électrocuter une éléphante, nouvelle, Lausanne, Paulette éditrice
- 2018-2019 : Stand-by, saisons 1 et 2, avec Aude Seigne et Daniel Vuataz, Genève, Éditions Zoé
- 2019 : Les Mystères de la peur, roman jeunesse, Genève, Éditions La Joie de lire
- 2022 : Terre-des-Fins, avec Aude Seigne et Daniel Vuataz, Genève, Éditions Zoé
- 2024: Les Bouches. Portrait de Lou Masduraud, Lausanne, Genève, Éditions art&fiction, coll. «Portraits»[21]

## Prix et récompenses
- 2011 : Prix du jeune écrivain[2]
- 2018 : Prix de la relève de la Fondation vaudoise pour la culture
- 2018 : Prix des Libraires de Payot
- 2018 : Prix Alice Rivaz
- 2018 : Prix Alain-Fournier
- 2018 : Prix Écritures & Spiritualités
- 2019 : Prix des lecteurs de la Ville de Lausanne
- 2019 : Prix François-Mauriac de l'Académie française
- 2021 : Prix Michel-Dentan
- 2021 : Prix Paysages écrits de la Fondation Facim
- 2022 : Prix Bibliomedia